# 埃爾塞德羅峰 (梅里達州)
8°25′06″N 70°55′49″W / 8.4184°N 70.9303°W
埃爾塞德羅峰（西班牙語：Cerro El Cedro），是委內瑞拉的山峰，位於該國西部梅里達州，由內華達山脈國家公園負責管轄，海拔高度3,231米，北面有洪保德峰和玻利瓦爾峰。